# Хюсеин Вехби Охри
Хюсеин Вехби Охри (на албански: Hüseyin Vehbi Ohri) е османски и албански политик и общественик.

## Биография
Роден е в Охрид, Османската империя, днес Северна Македония. Син е на местния първенец Осман ефенди. Учи в местното рущие, после в идадието в Янина и в Мектеб-и Мюлкие. Влиза в администрацията и е сред строителите на новата албанска държава.